# Проньки
Проньки (біл. вёска Пронькі) — село в складі Мядельського району Мінської області, Білорусь. Село підпорядковане Занарачанській сільській раді, розташоване в північній частині області.